# Бахрей
Абба Бахре́й (геэз ባሕርይ — «жемчуг») — эфиопский монах, историк и этнограф второй половины XVI века из южного региона Гамо, летописец императора Сэрцэ-Дынгыля.

## Произведения
Наиболее известен своей работой 1593 года по истории народа оромо и их переселений в XVI веке — «История галла» («Галла» является историческим, а затем уничижительным термином для оромо; ዜናሁ ፡ ለጋላ zēnāhū lagāllā). В нём сообщается о культуре и легендах средневековых оромо, а также об их войнах на территории Эфиопии. Объясняя победы оромо над императорскими войсками, Бахрей останавливается на военной демократии народа в сопоставлении с феодальным строем современной ему Эфиопской империи (Абиссинии).
Этот небольшой труд считается основным источником информации об оромской истории того времени: при написании своей истории Эфиопии Мануэль де Алмейда в значительной степени опирался на заимствования у Бахрея, а Хиоб Лудольф получил большую часть своей информации об оромо из сокращенного изложения работы Алмейды Балтазаром Телесом.
Бахрей также является вероятным автором летописи императора Сэрцэ-Дынгыля — «Хроника царствования Сэрцэ-Дынгыля». Считается, что оба произведения, написанные на литературном эфиопском языке геэз, отличаются значительными литературными достоинствами.